# Okauchee Lake
Okauchee Lake – jednostka osadnicza w Stanach Zjednoczonych, w stanie Wisconsin, w hrabstwie Waukesha.